# الهوی
الهوی (به اسپانیایی: Alhué) یک سکونتگاه مسکونی در شیلی است که در Melipilla Province واقع شده‌است.

## خصوصیات
الهوی ۸۴۵٫۲ کیلومترمربع مساحت و ۴٬۴۳۵ نفر جمعیت دارد.